# ルワンダ議会
ルワンダ議会（ルワンダぎかい、フランス語: Parlement du Rwanda, ルワンダ語: Inteko Ishinga Amategeko y’u Rwanda）は、ルワンダの立法府である。

## 概要
上院に相当する元老院と下院に相当する代議院の両院で構成する。